# Adelogyrinus simorhynchus
Adelogyrinus simorhynchus és una espècie extinta de tetràpode lepospòndil de la família dels adelogirínids que visqué en allò que avui en dia és Europa durant el Carbonífer inferior, fa entre 330,9 i 346,7 milions d'anys. Se n'han trobat restes fòssils a Escòcia (Regne Unit). Es tracta de l'única espècie del gènere Adelogyrinus. Era relativament gros, amb el crani de 4,7 cm de llargada de mitjana. El nom genèric Adelogyrinus significa ‘capgròs obscur’, mentre que el nom específic simorhynchus significa ‘musell arromangat’.